# عبد العزيز حاتم
عبد العزيز حاتم (مواليد 28 أكتوبر 1990) هو لاعب كرة قدم قطري يجيد اللعب كلاعب وسط لصالح نادي الريان ومنتخب قطر.
لعب سابقاً في العربي والغرافة.

## روابط خارجية
- عبد العزيز حاتم على موقع الاتحاد الأوربي (الإنجليزية)
- عبد العزيز حاتم على موقع قاعدة بيانات كرة القدم.إي يو (الإنجليزية)
- عبد العزيز حاتم على موقع ناشيونال فوتبول تيمز (الإنجليزية)
- عبد العزيز حاتم على موقع Soccerway.com (الإنجليزية)
- عبد العزيز حاتم على موقع عالم كرة القدم.نت (الإنجليزية)